# Sant Genèis
Saint-Geneys-près-Saint-Paulien és un municipi francès situat al departament de l'Alt Loira i a la regió d'Alvèrnia-Roine-Alps. L'any 2007 tenia 303 habitants.

## Demografia

### Població
El 2007 la població de fet de Saint-Geneys-près-Saint-Paulien era de 303 persones. Hi havia 114 famílies de les quals 28 eren unipersonals (12 homes vivint sols i 16 dones vivint soles), 39 parelles sense fills, 43 parelles amb fills i 4 famílies monoparentals amb fills.
La població ha evolucionat segons el següent gràfic:
Habitants censats

### Habitatges
El 2007 hi havia 175 habitatges, 120 eren l'habitatge principal de la família, 43 eren segones residències i 12 estaven desocupats. 168 eren cases i 6 eren apartaments. Dels 120 habitatges principals, 100 estaven ocupats pels seus propietaris, 15 estaven llogats i ocupats pels llogaters i 5 estaven cedits a títol gratuït; 1 tenia una cambra, 6 en tenien dues, 13 en tenien tres, 31 en tenien quatre i 69 en tenien cinc o més. 92 habitatges disposaven pel capbaix d'una plaça de pàrquing. A 46 habitatges hi havia un automòbil i a 64 n'hi havia dos o més.

### Piràmide de població
La piràmide de població per edats i sexe el 2009 era:
| Homes | Edats   | Dones |
| ----- | ------- | ----- |
| 0     | 95 o +  | 0     |
| 0     | 90 a 94 | 0     |
| 0     | 85 a 89 | 0     |
| 0     | 80 a 84 | 0     |
| 4     | 75 a 79 | 4     |
| 8     | 70 a 74 | 12    |
| 0     | 65 a 69 | 12    |
| 16    | 60 a 64 | 0     |
| 8     | 55 a 59 | 0     |
| 16    | 50 a 54 | 16    |
| 28    | 45 a 49 | 12    |
| 4     | 40 a 44 | 12    |
| 8     | 35 a 39 | 8     |
| 0     | 30 a 34 | 0     |
| 4     | 25 a 29 | 4     |
| 0     | 20 a 24 | 16    |
| 8     | 15 a 19 | 4     |
| 4     | 10 a 14 | 16    |
| 0     | 5 a 9   | 8     |
| 4     | 0 a 4   | 0     |

## Economia
El 2007 la població en edat de treballar era de 192 persones, 144 eren actives i 48 eren inactives. De les 144 persones actives 135 estaven ocupades (74 homes i 61 dones) i 9 estaven aturades (2 homes i 7 dones). De les 48 persones inactives 14 estaven jubilades, 18 estaven estudiant i 16 estaven classificades com a «altres inactius».

### Ingressos
El 2009 a Saint-Geneys-près-Saint-Paulien hi havia 121 unitats fiscals que integraven 312 persones, la mediana anual d'ingressos fiscals per persona era de 14.091 €.

### Activitats econòmiques
Dels 13 establiments que hi havia el 2007, 1 era d'una empresa extractiva, 3 d'empreses de fabricació d'altres productes industrials, 4 d'empreses de construcció, 3 d'empreses d'hostatgeria i restauració i 2 d'empreses de serveis.
Dels 5 establiments de servei als particulars que hi havia el 2009, 1 era un taller de reparació d'automòbils i de material agrícola, 1 lampisteria, 1 electricista, 1 empresa de construcció i 1 restaurant.
L'any 2000 a Saint-Geneys-près-Saint-Paulien hi havia 25 explotacions agrícoles que ocupaven un total de 1.040 hectàrees.

## Equipaments sanitaris i escolars
El 2009 hi havia una escola elemental.

## Poblacions més properes
El següent diagrama mostra les poblacions més properes.